# 舍利維夫 (赫梅利尼茨基州)
50°4′15″N 26°34′49″E / 50.07083°N 26.58028°E
舍利維夫（烏克蘭語：Шельвів），是烏克蘭西部的村莊，隸屬赫梅利尼茨基州的舍佩蒂夫卡區。該村始建於1450年，面積0.08平方公里，海拔高度241米，2001年人口194，人口密度每平方公里2,487.2人。